# ناحیه هانی کریک (شهرستان آدامز، ایلینوی)
ناحیه هانی کریک، شهرستان آدامز، ایلینوی (به انگلیسی: Honey Creek Township) یک منطقهٔ مسکونی در ایالات متحده آمریکا است که در شهرستان آدامز، ایلینوی واقع شده‌است. ناحیه هانی کریک ۷۲۰ نفر جمعیت دارد و ۲۱۰ متر بالاتر از سطح دریا واقع شده‌است.